# Pavé de Mons-en-Pévèle
Der Sektor Pavé de Mons-en-Pévèle oder Pavé du Blocus ist ein 3000 Meter langer mit Kopfsteinen gepflasterter Weg, welcher beim Eintagesrennen Paris–Roubaix neben dem Carrefour de l’Arbre und dem Trouée d’Arenberg eine der Schlüsselstellen bildet.

## Charakteristik
Der Sektor Pavé de Mons-en-Pévèle ist mit der höchsten Schwierigkeitsstufe von 5 Sternen, neben dem Carrefour de l’Arbre und dem Trouée d’Arenberg, ausgezeichnet. Das Kopfsteinpflaster war im ersten Teil in einem guten Zustand. Ab dem zweiten Teil gab es auf ca. 800 Meter deutliche Spurrinnen und die letzten 1100 Meter waren, vermutlich durch die landwirtschaftliche Nutzung, meist mit Schlamm verschmutzt. Zur Austragung 2023 wurde der Abschnitt durch die Les Amis de Paris–Roubaix restauriert. Die Einfahrt in den Sektor befindet sich an der D917 kurz nach dem kleinen Ort mit dem bedeutungsvollen Namen Le Pavé und die ersten 1100 m in Richtung dem Ort Vincourt. Hier hat der Abschnitt ein kurzes Asphaltstück, bevor wieder in Richtung Norden auf Kopfsteinpflaster abgebogen wird. Die Ausfahrt befindet sich an der D120 nördlich von Mons-en-Pévèle.

## Geschichte
Der 3 Kilometer lange Sektor wurde, mit Ausnahme des Jahres 2001, seit 1978 ständig befahren. Allerdings wurden 1997, 2000, 2002 und 2003 nur die ersten 1100 m bis zum Ort Vincourt befahren. Bei der Austragung 2006 brach auf diesem Abschnitt beim Fahrrad von George Hincapie der Gabelschaft. Dieser stürzte daraufhin und verletzte sich schwer an der Schulter. Der Sektor war ursprünglich für die fünften Etappe der Tour de France 2014 vorgesehen, jedoch wurde er aufgrund der schlechten Wetterbedingungen nicht befahren.

## Bildergalerie

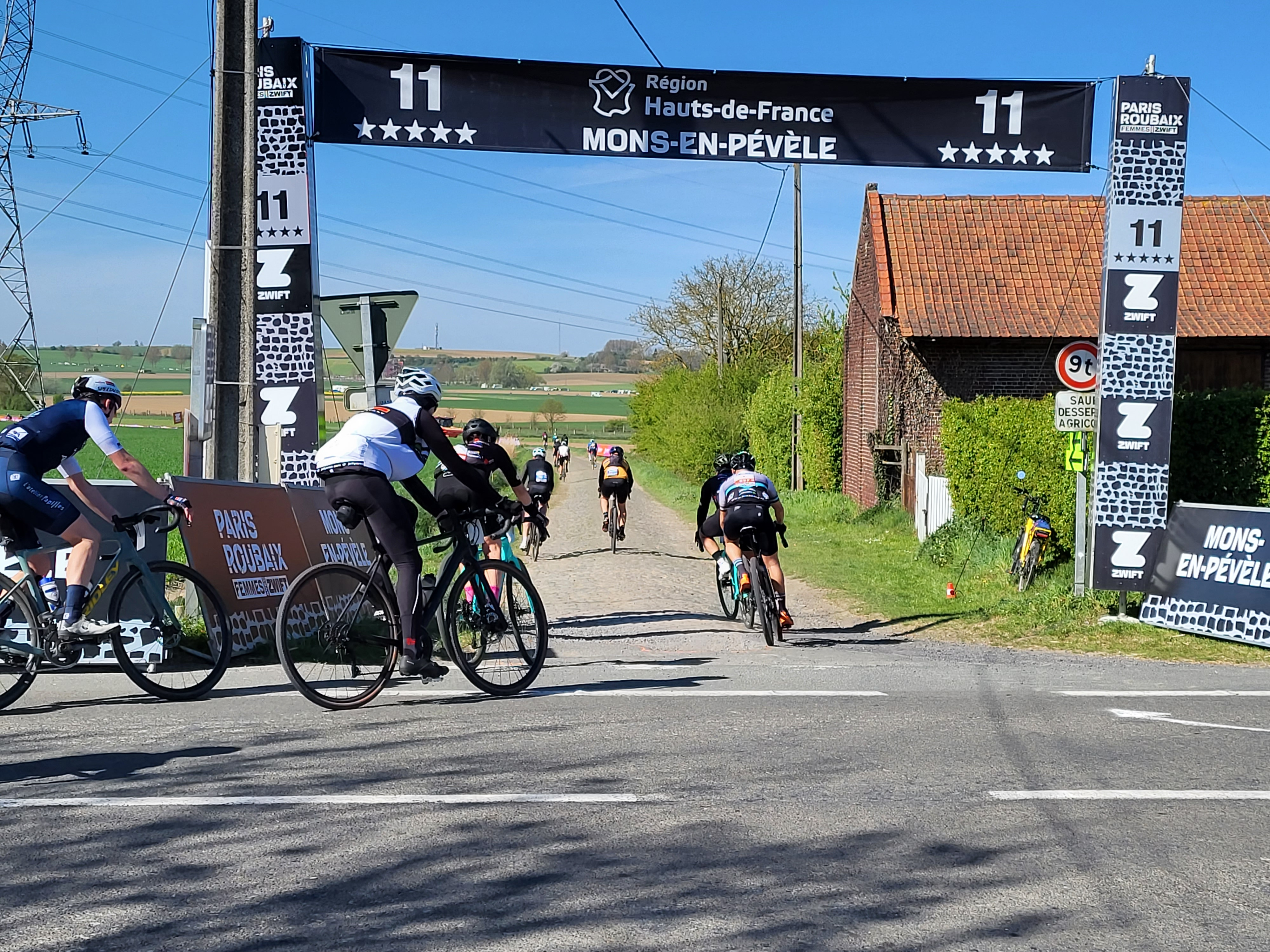
Eingang des Sektors
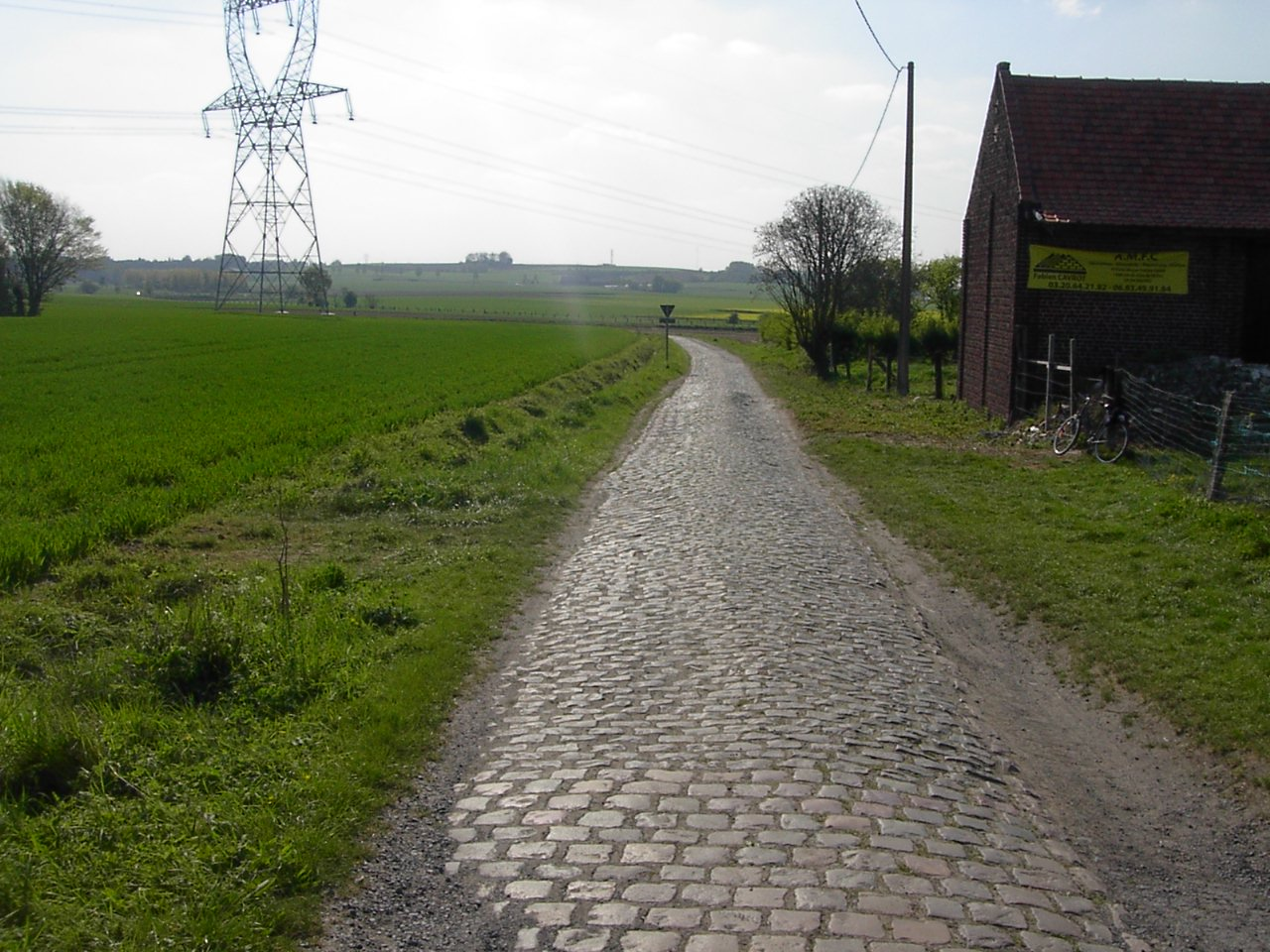
Beginn Sektor 1. Teil
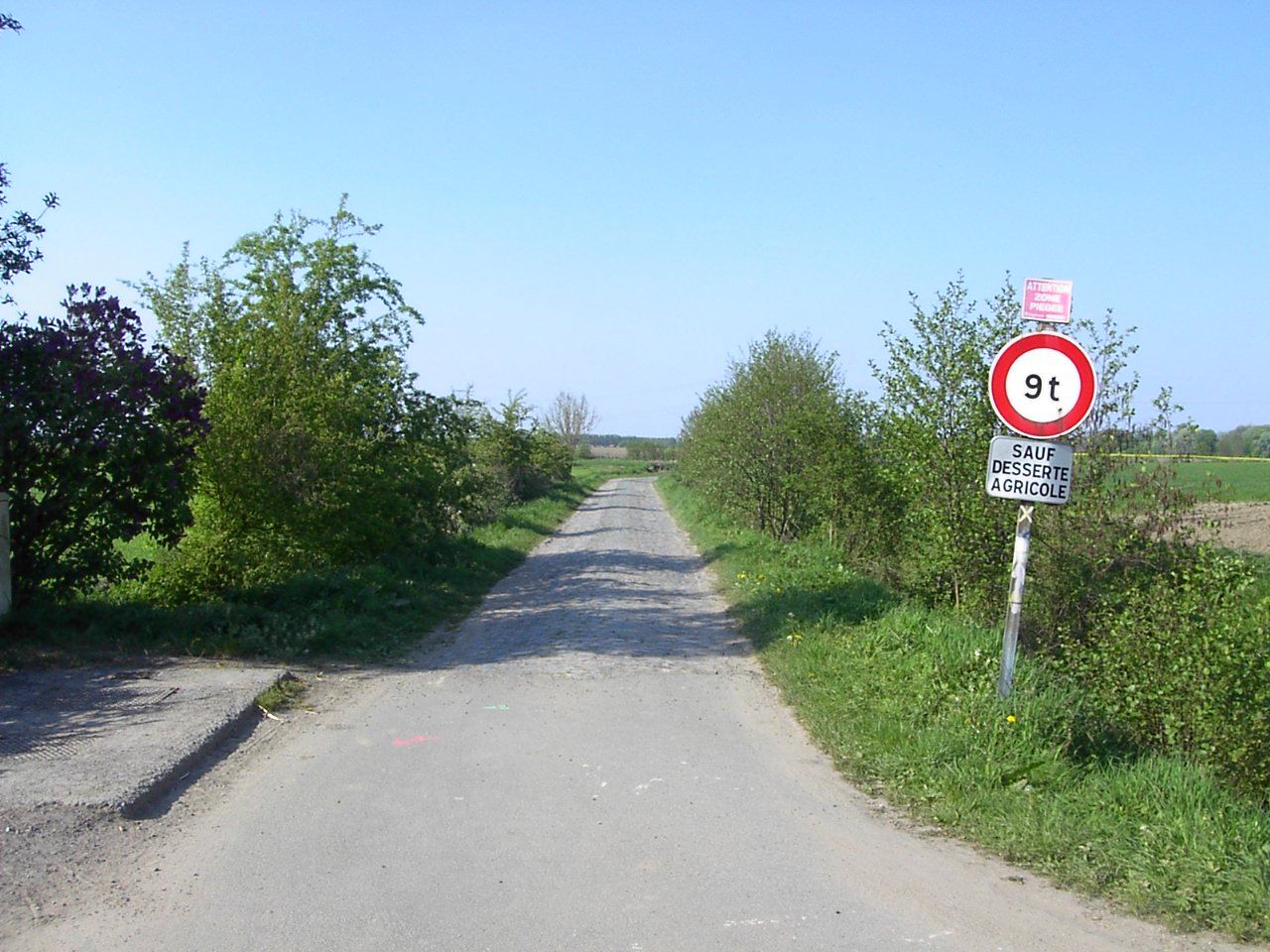
Beginn Sektor 2. Teil
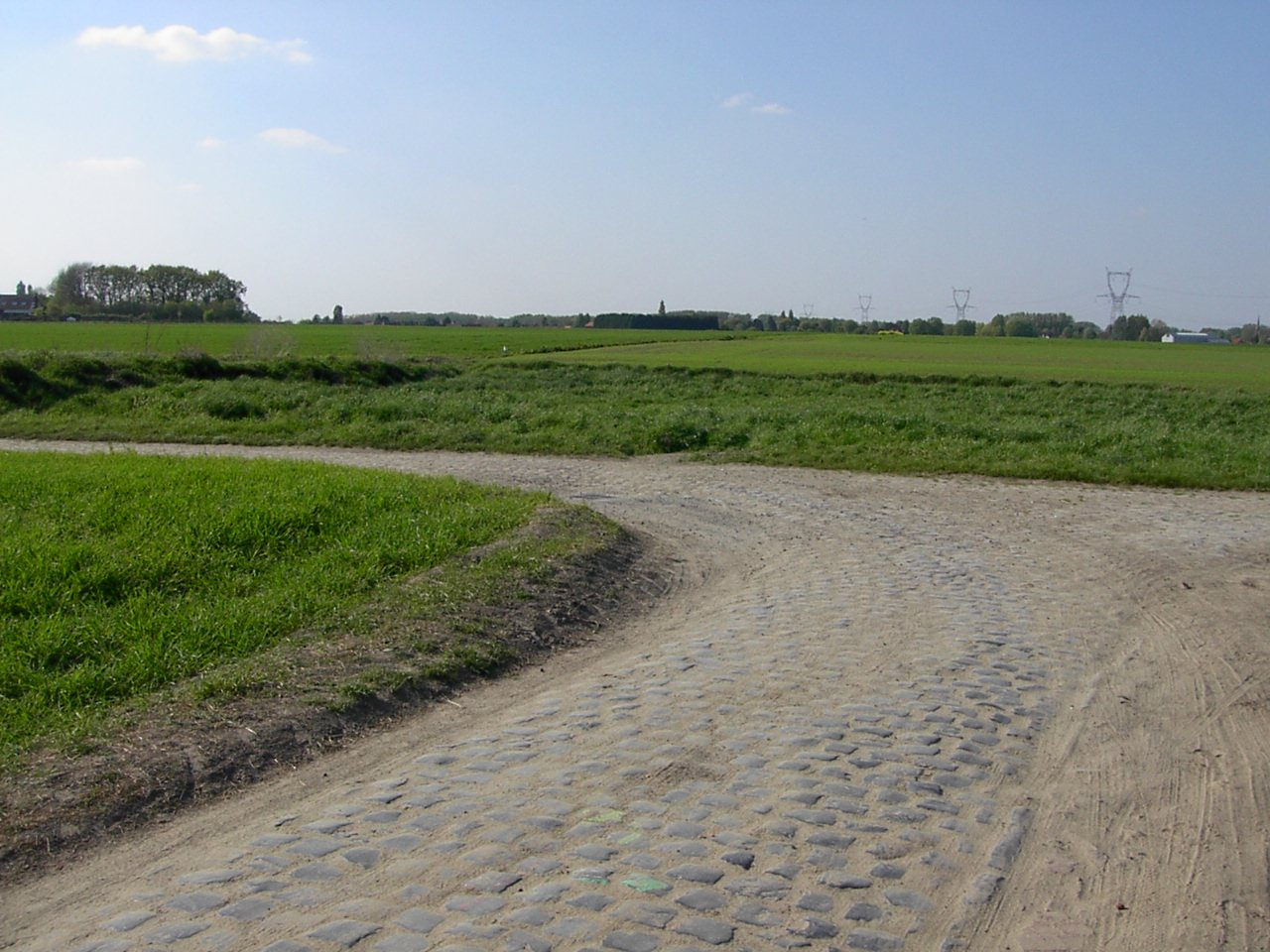
Kurve Sektor 2. Teil
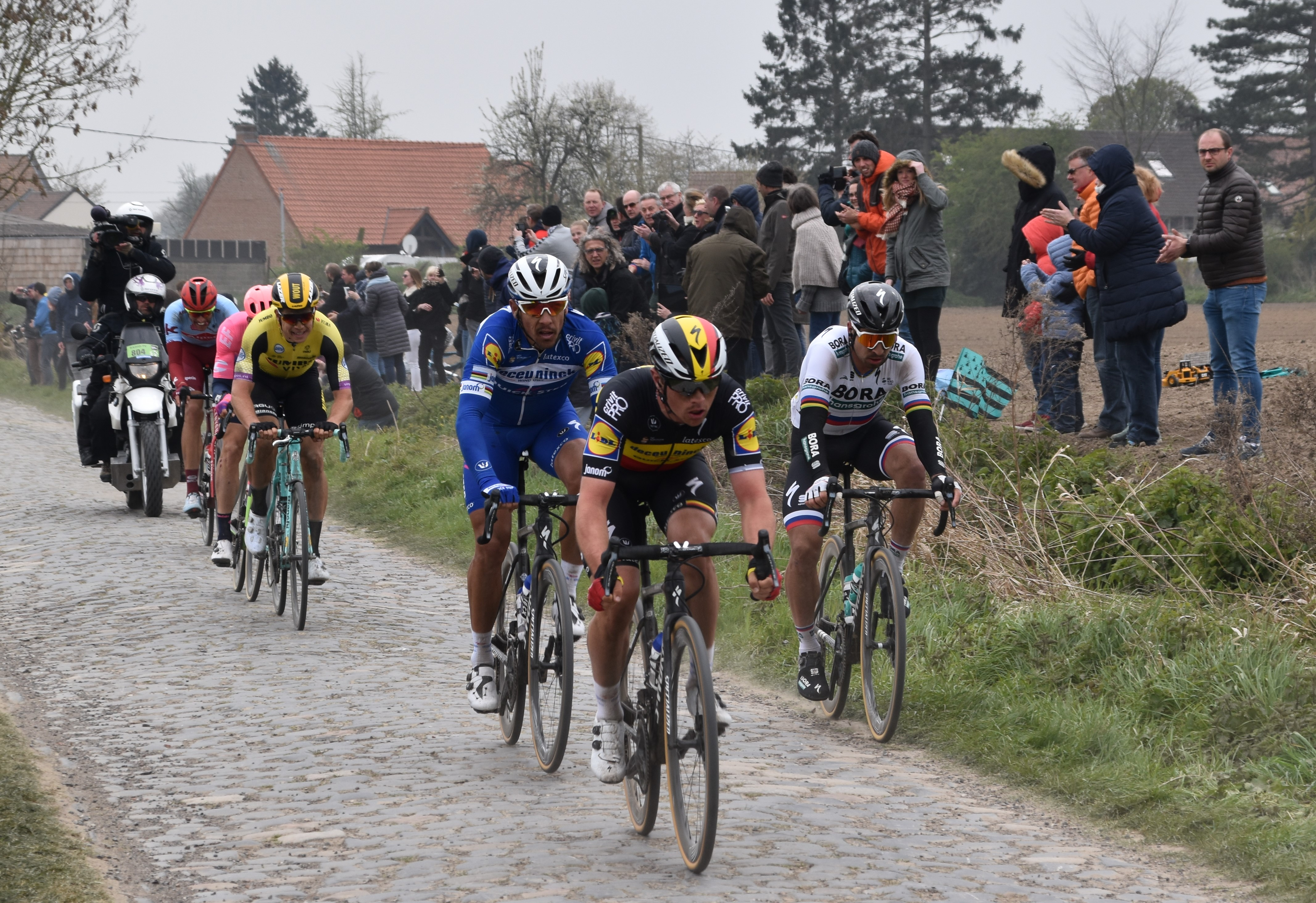
Spitzengruppe bei Paris-Roubaix 2019
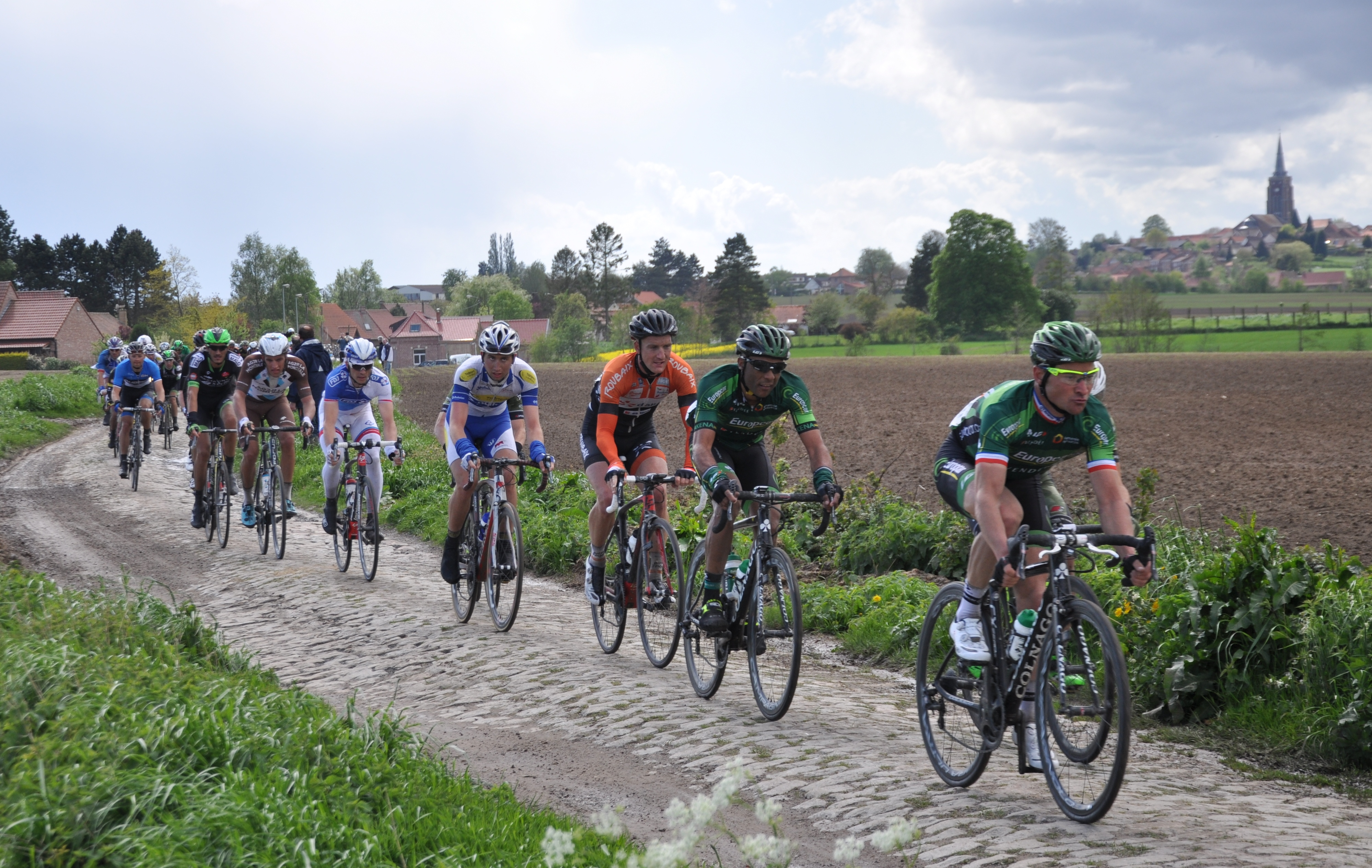
Thomas Voeckler bei den Vier Tage von Dünkirchen 2015